# NGC 2474
NGC 2474 is een elliptisch sterrenstelsel in het sterrenbeeld Lynx. Het hemelobject werd op 17 maart 1790 ontdekt door de Duits-Britse astronoom William Herschel.

## Synoniemen
- UGC 4114
- MCG 9-13-97
- ZWG 262.52
- KCPG 147B
- NPM1G +52.0051
- PGC 22322